# جوناثان تايلور
جوناثان تايلور (بالإنجليزية: Jonathan Taylor)‏ هو محامي وسياسي أمريكي، ولد في 1796 في مانسفيلد في الولايات المتحدة، وتوفي في 1 أبريل 1848 في نيوارك في الولايات المتحدة. حزبياً، نشط في الحزب الديمقراطي. وقد انتخب عضو مجلس نواب أوهايو وانتخب عضو مجلس النواب الأمريكي.